# Amplinus orphinus
Amplinus orphinus är en mångfotingart som beskrevs av Chamberlin 1922. Amplinus orphinus ingår i släktet Amplinus och familjen Aphelidesmidae. Inga underarter finns listade i Catalogue of Life.